# Svarttjärnen (Järbo socken, Gästrikland)
Svarttjärnen är en sjö i Sandvikens kommun i Gästrikland och ingår i Gavleåns huvudavrinningsområde.